# Matthias Bulling
Matthias Bulling (* 1978 in Heilbronn) ist ein deutscher Schauspieler, Regisseur und Produzent.

## Leben
Nach einer Schauspielausbildung in Wien am Franz Schubert Konservatorium und Engagements in Deutschland und Österreich bildete er sich als Eventmanager und im Kontaktstudium der Pädagogischen Hochschule Ludwigsburg im Kulturmanagement weiter. Studienaufenthalte und Coachings in New York  und Boston (Voice and Speech Coaching u. a. bei Joyce Sarandon, FCE und CAE am Boston Language Center) folgten, um so eine künstlerische und wirtschaftliche Grundlage als Intendant und Geschäftsführer des Alten Theaters Heilbronn zu schaffen. Im Februar 2006 erwarb und übernahm er mit seiner damaligen Ehefrau das Alte Theater Heilbronn in Sontheim. Nach über acht Jahren und mehr als 600 Veranstaltungen verkauften sie das Haus im Jahr 2014.
Als Geschäftsführer und Artistic Director der eigenen Produktionsfirma betreut und inszeniert er heute Projekte für Bühne und TV. Er ist der Programm-Regisseur der SWR-Sendungen Das Jüngste Ger(i)ücht, der kabarettistischen Kolumne Sonntag im Alltag und er gestaltet Sendungen für das öffentlich-rechtliche Fernsehen. Zwischen November 2014 und  Dezember 2016 entstanden über 100 Kurzfilme für die SWR-Landesschau Baden-Württemberg. Dies geschieht in Zusammenarbeit mit dem Stuttgarter Kabarettisten Christoph Sonntag und im Auftrag dessen Produktionsfirma.
In Bullings Produktionen und Gastspielen (unter anderem in Kooperationen mit dem Heilbronner Stadttheater und der Audi AG) waren Vertreter aus Kabarett, Comedy, Musik, Lesungen und Specials zu Gast. Neben Dieter Hildebrandt, Georg Kreisler, Donna Leon und Pierre Brice gehörten und gehören auch Unterhalter und Performer wie  Michael „Bully“ Herbig, Bastian Pastewka, Christoph Maria Herbst, Django Asül und Angelika Milster zum Künstler-Partner-Pool.
Seit 2020 ist er als Miterfinder der „Wohnzimmer Comedy“ (Leitung: Alexander Göbel) auch als Autor und Regisseur für dieses TV-Format im Sitcom-Stil tätig. Die ersten fünf Episoden mit dem Comedy-Duo „Dui do on de Sell“ erzielten bereits überdurchschnittliche Einschaltquoten im SWR Fernsehen.